# ハワール諸島
ハワール諸島（アラビア語: جزر حوار、Juzur Ḥawār）は、ペルシャ湾の内湾であるバーレーン湾内、カタール半島の西側に位置する大小30島あまりの島嶼群。カタールの領土からわずか数kmの沿海に位置するが、20世紀の領土係争を経て、北西に20～30km離れたバーレーンの南部県に属している。ラムサール条約登録地であり、2002年には世界自然遺産暫定リストにも記載されたが、登録には至っていない。

## 概要
ハワール諸島はバーレーン本土の南東沖25km付近に浮かぶ30あまりの島々である。総面積は約52km2で、バーレーンの国土の7％以上を占める。主島であるハワール島は40km2、南北17km・東西3kmと南北に細長く、国内ではバーレーン島に次ぐ第2の大きさの島である。諸島の大部分は、海洋堆積物から形成された石灰岩が固い岩石に変化してできたもので、最大で海抜13メートルに至る海岸の断崖を形成している。最高でも海抜28mの平坦な砂地の島々である。
島は1997年以降、バーレーンの国有地となっている。島へのアクセスは沿岸警備隊と軍によって厳しく制限されているため、比較的手付かずの自然の残された状態にある。リゾートホテルも立地しており、これらの従業員を除いて民間の居住者はいない。観光客向けにはバードウォッチングやバスツアーなどが用意されているが、環境保護のため釣りやジェットスキーは禁止されており、認可を受けた地元の漁師のみが伝統的な漁業のための立ち入りを許されている。

## 自然
島々には干潟が発達し、甲殻類や軟体動物の棲み処であるとともに、渡り鳥の格好のえさ場ともなっている。島の小高い丘は、ウスズミハヤブサやミサゴなどの稀少な渡り鳥の繁殖地である。世界最大級のペルシャウの営巣地であり、オオフラミンゴやユリカモメも多くみられる。陸生生物としては、トビネズミやフトスナネズミ、エジプトトゲオアガマ、ショカーアレチヘビなどが生息するほか、導入種としてアラビアオリックス、ヌビアアイベックス、サンドガゼルが持ち込まれている。
ハワール諸島周辺の海は浅く豊富な海藻類の藻場であり、重要な漁業資源としてキングフィッシュ（ヨコシマサワラ）やハタを始め、シルバービディー（クロサギの近縁種）やLiza carinata（ボラの一種）、グレーグラントなどの魚群を見ることができる。注目すべき海洋生物として、ジュゴンやアオウミガメなどのいくつかの種が絶滅危惧種に指定されている。

## 歴史
地下水がなく植生に乏しい不毛の地にもかかわらず、様々な時代の遺跡から、島では後期石器時代以降、何千年にもわたって集落が営まれてきたことが分かっている。島の住民は特に雨水の集水と貯留技術に優れており、本島の至る所に貯水池と水路が設けられている。
ハワール諸島の名前が初めて見えるのは、アミール・アル＝ハフィーズの著『アル・エクマル』（1082年）の中においてである。Hawarの名の由来はおそらく、島の資源である石膏との関連によるものである。
近年の集落開拓は、1783年に、アラビアのベドウィン部族連合であるダワシールの一派がバーレーンの首長に定住許可を申し入れたことに始まる。1845年、ハワール諸島のダワシールはバーレーン本土への入植を招かれ、バーレーン西海岸に2村を建設した。その後、彼らはハワール諸島とバーレーンの間を往復しながら、真珠採集、漁業、狩猟、石膏の採石などを営んでいた。

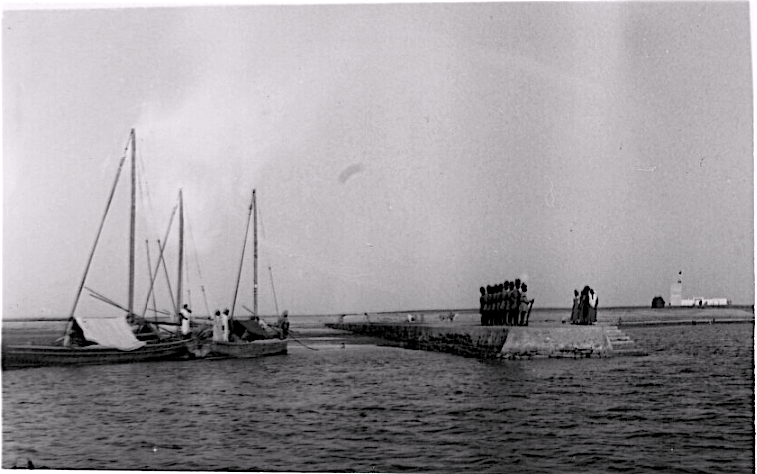
ハワール島の桟橋（1938年）

島々に関する最初の調査は1820年にイギリス東インド会社によって行われ、その中で2つの漁村が報告されているが、本島の西海岸に3つ目の漁村の遺構も見つかっている。諸島には、墓地や集水設備、モスクなどいくつかの構造物が保存されている。
島民は漁撈や狩猟などの自給経済のほか、真珠採取にも従事していたが、これがいつごろから始まったかは知られていない。石膏の採掘も証拠は見つかっていないものの、バーレーン本土にはハワール諸島の石膏で造られた意匠が残っている。
1960年代の後半、電動漁船が利用可能になると、医療や教育などの施設が存在しなかった島の集落は放棄され、バーレーンが独立した1971年までに無人化した。その後、バーレーン国防軍がハワール諸島に駐屯し、1984年に病院・発電所・海水の淡水化施設・桟橋を備えた基地が設立された。
1980年代初頭から島の観光開発が始まり、ハワール島の西海岸や周辺の小さな島々にリゾートホテルが建設されるようになった。行き当たりばったりの開発を避けるため、バーレーン政府はハワール諸島開発建設委員会を立ち上げ、環境を含むセクターごとの利害の調整に着手した。

## 領土問題
1935年ごろから、イギリス保護下にあるバーレーンとカタール両国の間で諸島の領有をめぐる対立が深まり、1938年には武力衝突にまで発展した。イギリスが調停に乗り出し、1939年にマナーマで開かれた会議において諸島がバーレーン領であることが確認され、この協定以後、バーレーンが実効支配をつづけた。
領土問題が再燃したのは1975年、1939年の協定を無効であるとする声明をカタール政府が発したことによる。1991年、サウジアラビアと湾岸協力会議（GCC）が調停に入ったものの交渉は決裂し、1992年、カタール政府が国際司法裁判所に提訴した。
2001年3月16日、湾岸協力会議の立ち会いのもとに、国際司法裁判所がバーレーンのハワール諸島に対する主権を認める判決を下した。背景には、1999年のバーレーン首長イーサ・ビン・サルマーン・アール・ハリーファの急逝とハマド首長の即位に伴う、バーレーンの外交姿勢の軟化があったと考えられる。この判決では、バーレーンが領有を主張していたカタール半島のズバラ地方、およびハワール諸島南部のジナーン島におけるカタールの主権も認めている。